# Dalea parrasana
Dalea parrasana är en ärtväxtart som beskrevs av Townshend Stith Brandegee. Dalea parrasana ingår i släktet Dalea, och familjen ärtväxter. Inga underarter finns listade i Catalogue of Life.